# الغدد تحت المخاطية
يمكن أن يشير مصطلح الغدد تحت المخاطية إلى غدد خارجية الإفراز عنقودية الشكل من النوع المخاطي. تفرز هذه الغدد المخاط لتسهيل حركة الجسيمات الدقيقة على طول الأنابيب الموجودة بالجسم مثل الحلق والأمعاء. والغشاء المخاطي هو الغشاء المبطن للأنابيب، حيث يشبه نوعًا من الجلد. يعني مصطلح تحت المخاطي أن الغدة توجد بالفعل في النسيج الموصل تحت المخاط. والطبقة تحت المخاطية هي النسيج الذي يربط المخاط بالعضلة الموجودة خارج الأنبوب.
وهذه الغدد في حد ذاتها معقدة. يوجد مصنع المخاط في القاع، في الطبقة تحت المخاطية، ويتكون من العديد من الأكياس الصغيرة (عنيبات) حيث يخرج المخاط. ولكل كيس (عنيبة) طرف واحد يمكن فتحه وغلقه (توسعته) لخروج المخاط منه. وتفرغ العنيبات في أنابيب صغيرة (النبيبات) والتي تؤدي إلى خزان (قناة التجميع) به مدخل عن طريق الجلد (المخاط) يمكنه الفتح والغلق حتى يدخل المخاط في الأنبوب الرئيسي.
وتكون الغدد تحت المخاطية مصحوبة بخلايا كأسية تنتج مخاطًا كذلك وتوجد في بطانة نفس الأنابيب.
- يوجد في الجهاز التنفسي العلوي للثدييات غدد تحت مخاطية في شعبها الهوائية، ولا سيما في الجيوب الأنفية والقصبة الهوائية والشعب الهوائية.[1]
- في الجهاز البصري للثدييات.
- في الجهاز السمعي للثدييات.
- توجد في الحلق الغدد المريئية، وهو الغدد تحت المخاطية في المريء.
- توجد في الأمعاء غدد برونر، وهي الغدد تحت المخاطية للمعي الاثنا عشري.